# Lindenstraße 25 (Aschersleben)

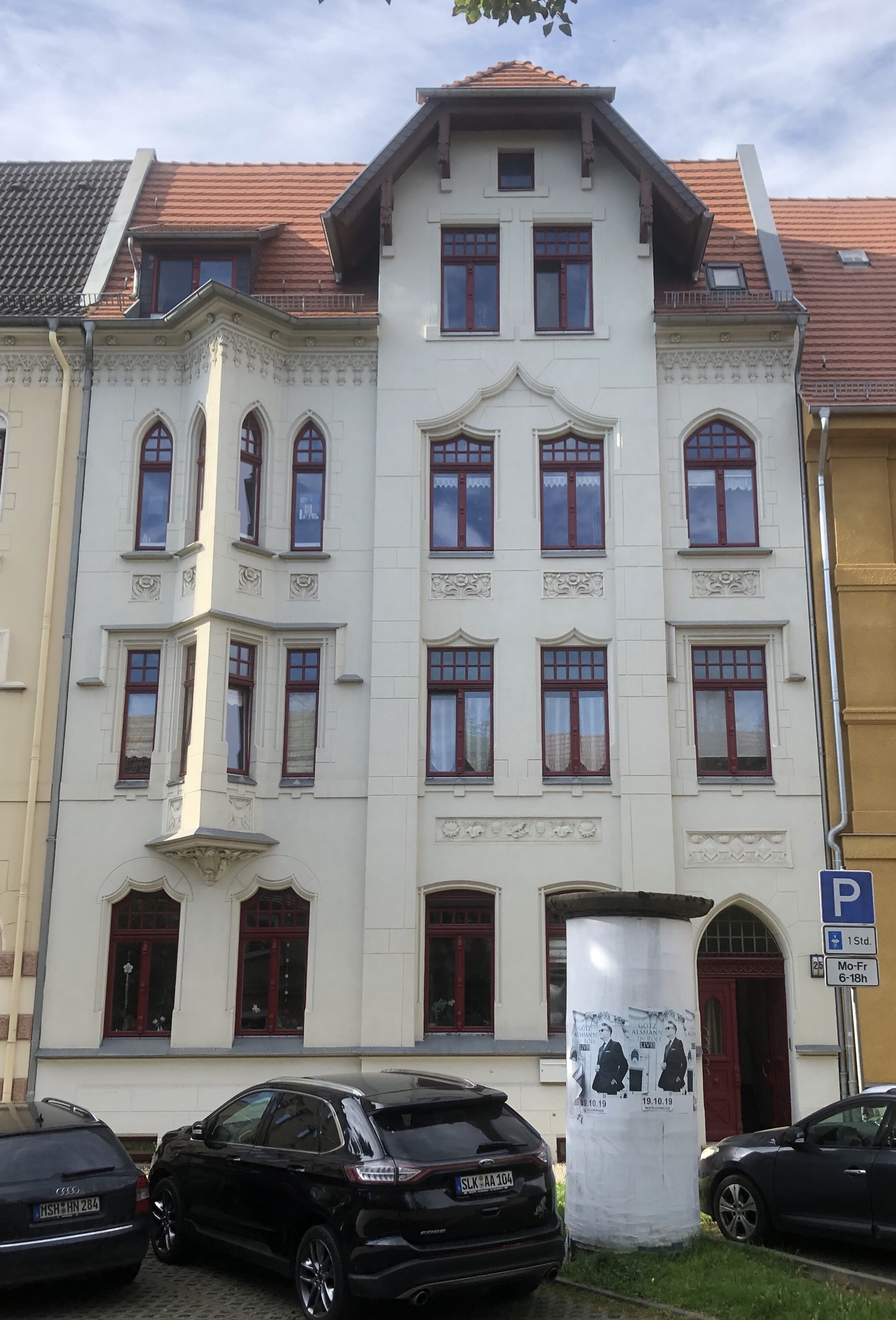
Lindenstraße 25, Blick von Norden, 2020

Die Lindenstraße 25 ist ein denkmalgeschütztes Wohnhaus in Aschersleben in Sachsen-Anhalt.
Es befindet sich auf der Südseite der Lindenstraße, südöstlich der Aschersleber Innenstadt.

## Geschichte und Architektur
Das schmale dreigeschossige verputzte Gebäude entstand in der Zeit um 1900. Es ruht auf einem hohen Sockel. Die fünfachsige Fassade präsentiert elegant in der Gestaltung des späten Historismus. Die Verzierungen sind floral in Formen des Jugendstils gehalten. Auf der linken Fassadenseite ist vor den beiden oberen Stockwerken ein zierlicher Dreieckserker angefügt. Etwas nach rechts versetzt thront über zwei Achsen ein großes Zwerchhaus. In der ganz rechten Achse ist der Eingang angeordnet.
Im örtlichen Denkmalverzeichnis ist das Wohnhaus unter der Erfassungsnummer 094 03709 als Baudenkmal verzeichnet.
Anfang des 21. Jahrhunderts erfolgte eine Sanierung des Hauses.